# Fernand-Louis Gottlob

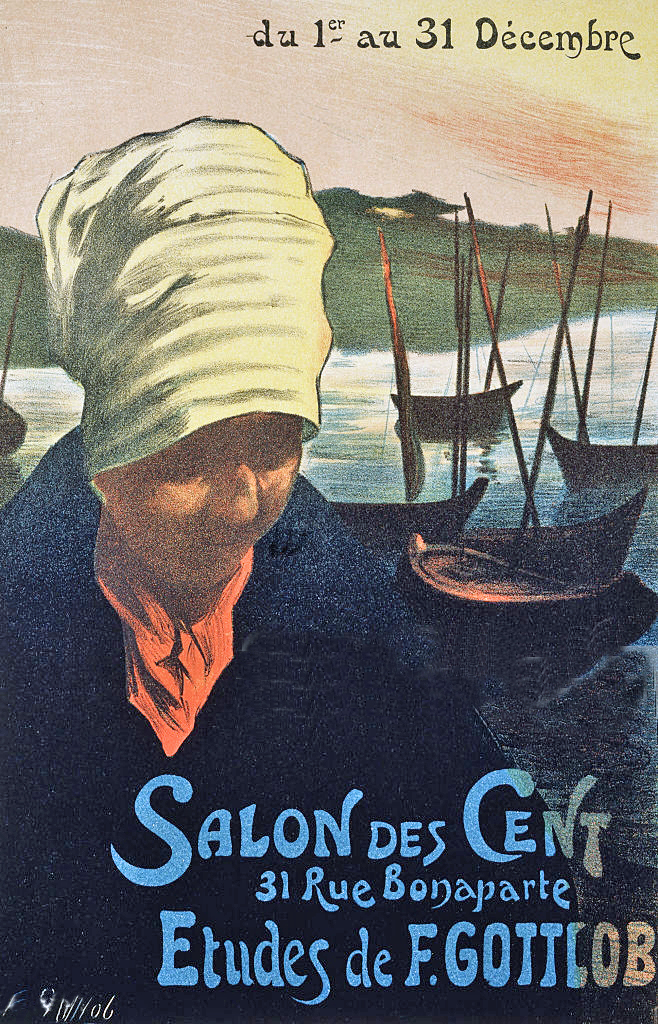
Obra de Fernand-Louis Gottlob (1899)

Fernand-Louis Gottlob (París, 23 de febrero de 1873-ibidem, 10 de noviembre de 1935) fue un pintor, caricaturista y grabador francés. Lo recordamos por algunas ilustraciones eróticas, pero sobre todo por sus ilustraciones en partituras.

## Biografía
Estudió pintura con Gaston Jobbé-Duval, entre otros. Expuso por primera vez en el Salon en 1891 como «F. Gottlob», y publicó en L'Estampe moderne, y sus caricaturas en Le Frou-frou, L'Assiette au beurre, Le Rire, Le Sourire, le Journal amusant, Nos loisirs, Rabelais.
A partir de 1899, realizó trabajos publicitarios. Jules Chéret publicó dos en su revista Les Maîtres de l'affiche (1895-1900) en relación con la 2e Exposition des Peintres-Lithographes y la edición del Salon des Cent de diciembre de 1899.
Desde 1904 fue miembro de la sociedad artístico-literaria Le Cornet, e inauguró un taller en 1916 en rue Saulnier n.º 6.